# 세기 성질과 크기 성질
물리학과 화학에서는 자연계의 물리적 성질을  세기 성질(intensive property)과 크기 성질(extensive property)로 구분한다.
세기/크기 성질 대신 세기 변수(intensive variable)와 크기 변수(extensive variable)라고 부른다.

## 세기 성질
세기 성질은 변화가 가능하고 계의 크기(질량 등)에 무관한 계의 물리 성질이다.
이를테면 압력, 온도, 화합물의 농도, 밀도, 녹는점 끓는점, 색이 있다.
계량적인 세기 성질의 경우, 두 계의 크기비가 N1:N2이고 두 계의 세기 성질이 각각 Q1, Q2이면 두 계를 합친 경우에는 {\displaystyle {\frac {N_{1}*Q_{1}+N_{2}*Q_{2}}{N_{1}+N_{2}}}}이 된다.
세기성질은 서로 더할 수가 없다.

## 크기 성질
크기 성질은 계의 크기(질량 등)에 비례하는 계의 양이다. 이를테면 질량, 부피, 열용량 등이 있다.
두 계의 크기 성질이 각각 Q1, Q2라면 두 계를 합친 경우에는 Q1+Q2이 된다.